# フキヌキシカクワガタ
フキヌキシカクワガタ（Rhaetulus crenatus fukinukii）は、コウチュウ目・クワガタムシ科・シカクワガタ属に属するクワガタムシである。
アッサムシカクワガタとも呼ばれ、シカクワガタの中では、中型種である。

## 形態
- オス：39-64ミリ
- メス：28-30ミリ

体色はタイワンシカクワガタのように黒一色であり、前翅と胸部にツヤがある。また、メスは光沢が強く、タイワンシカクワガタと見分けがつく。
オスの大アゴの先端が他のシカクワガタと違い、三角形になっている。内歯がディディエールシカクワガタのように、後ろに突出する。

## 生態
最近になって知られるようになった種類であるため、飼育下での生態は詳しくわかっていない。性格は他のシカクワガタ同様、メスを殺してしまうほど凶暴である。しかし、羽化してから成熟するまでは非常におとなしく、ほとんど活動しない。
成熟期間は8ヶ月と長く、ディディエールシカクワガタとほぼ同じくらいである。
メスとオスで体長に大きな差があるため、羽化時期にも差が出る。

## 分布
インド北東部・ミャンマー北部